# Чистое Борское
Чистое Борское — посёлок в городском округе город Бор Нижегородской области России.

## География
Посёлок находится в центральной части Нижегородской области, в зоне хвойно-широколиственных лесов, к югу от автодороги 22К-0021, на расстоянии приблизительно 13 километров (по прямой) к юго-востоку от города Бора, административного центра района. Абсолютная высота — 110 метра над уровнем моря.

### Климат
Климат характеризуется как умеренно континентальный, с коротким умеренно тёплым летом и холодной продолжительной зимой. Среднегодовая температура воздуха — 3,6 °C. Средняя температура воздуха самого холодного месяца (января) — −13 °C (абсолютный минимум — −42 °C); самого тёплого месяца (июля) — 18,5 °C (абсолютный максимум — 37 °С). Среднегодовое количество атмосферных осадков составляет 500—600 мм, из которых две трети выпадает в тёплый период.

### Часовой пояс
Посёлок Чистое Борское, как и вся Нижегородская область, находится в часовой зоне МСК (московское время). Смещение применяемого времени относительно UTC составляет +3:00.

## Население
| 2002 | 2010  |
| ---- | ----- |
| 1246 | ↗1249 |

### Национальный состав
Согласно результатам переписи 2002 года, в национальной структуре населения русские составляли 97 %.